# Icterus croconotus
El pájaro amazónico o matico (Icterus croconotus) es una especie de ave paseriforme de la familia Icteridae propia de América del Sur. Se encuentra en Argentina, Bolivia, Brasil, Colombia, Ecuador, Guyana, Paraguay, Perú y el sur de Venezuela.

## Hábitat
Vive en los bordes del bosque y en campos abiertos arbolados, principalmente por debajo de los 500 m de altitud.

## Descripción
Mide entre 23 y 23,5 cm de longitud. El plumaje es de color naranja muy vivo, extendido por arriba desde el dorso, por la nuca, hasta la corona, con una delgada faja frontal supraocular negra; el cuello, las alas y la cola son negras, en cada ala se destaca una discreta línea blanca en la parte externa. Iris anaranjado a amarillo; bico fino con la mandíbula superior negra y la inferior grisácea.

## Alimentación
Se alimenta de frutas, néctar e invertebrados pequeños.

## Reproducción
Acostumbra ocupar nidos abandonados de otros turpiales, aunque a veces construye el suyo en huecos de troncos. La hembra pone dos o tres huevos, que incuba durante unos catorce días. Los polluelos vuelan fuera del nido desde quince días después de nacer, pero se alimentan solos únicamente después de los cuarente días de edad.

## Taxonomía
Algunos expertos consideran esta especie conespecífica con Icterus jamacaii, otros consideran a ambas como subespecies de Icterus icterus.
Han sido reconocidas dos subespecies de I. croconotus:
- I. c. croconotus (Wagler, 1829)
- I. c. strictifrons Todd, 1924.[5]